# Tanka modra črta
"Thin blue line" ali "tanka modra črta"(prevod) je pojem, ki se uporablja v policijski kot civilni družbi. Njena oblika se pojavlja na zastavah, našitkih in vozilih, ki so močno opazni v Združenih državah Amerike. Simbolizira tanko modro črto, ki ločuje dobro in zlo znotraj države. Včasih ga ljudje so uporabljajo z gibanjem modra življenja so pomembna(v primerih smrti enega izmed članov policije).

Kdaj se je prvič uporabila ni znano vendar pa jo je omenil komisar New York-ske policijske postaje leta 1922. Okoli leta 1950 pa jo je Los Angelski komandir Bill Parker večkrat uporabil v svojih govorih. Razlagal jo je kot "barikado med javnim redom in družbeno, ter civilno anarhijo."

Uporabljajo jo v različnih državah npr.
- ZDA
- Češka Republika
- Avstralija
- Kanada
- Finska
- Izrael
- Slovenija
- Švedska
- Ukrajina

Slovenija